# Nancy Tembo
Nancy Tembo es una política de Malaui desde enero de 2022 Ministra de Relaciones Exteriores en el Gobierno de Malawi. También es miembro del Parlamento (MP) en representación del distrito electoral suroeste de la ciudad de Lilongwe en la Asamblea Nacional de la República de Malawi.
Se postuló como candidata independiente después de unas fallidas elecciones primarias del Partido del Congreso de Malawi (MCP) de 2018 y logró una victoria aplastante en las elecciones generales de Malawi de 2019.
Fue la voz del MCP (entonces principal partido de oposición) durante la presidencia de Bingu wa Mutharika (2009-2012). Fue detenida y brutalmente golpeada junto a otros líderes políticos entre ellos Billy Mayaya y Undule Mwakasungula durante las protestas del 20 de julio de 2011, en las que las fuerzas de seguridad mataron a 22 personas.
De 2004 a 2009 durante su primera etapa en el Parlamento, Tembo fue Ministra de Educación en la sombra, presidenta de la Red de Parlamentarios Africanos contra la Corrupción (APNAC)-Malaui, y formó parte del Comité de Cuentas Públicas y del Comité Parlamentario de Salud (donde presidió el Subcomité Parlamentario de Reproducción).
En su segundo mandato como diputada, formó parte de la Asociación Parlamentaria de la Commonwealth (CPA) y del Comité de Asuntos Jurídicos.
En 2019, mientras estaba en el parlamento, Tembo denunció la "venta" en su circunscripción, dudosa y poco procesal de un terreno para una escuela pública (la escuela primaria Livimbo) a intereses comerciales privados. Para entonces, los nuevos propietarios ya habían construido naves industriales en el terreno de la escuela.
Denunció a los funcionarios del Ministerio de Tierras exigiendo una explicación. Los almacenes finalmente fueron demolidos por el Estado. Posteriormente el comité de desarrollo del distrito electoral local construyó un muro de ladrillos para proteger el terreno de la escuela de una mayor invasión. Si la escuela hubiera sido demolida, cientos de niños en situación de vulnerabilidad se habrían quedado sin acceso a la educación básica.

## Temprana edad y educación
Nancy Tembo nació en 1959, en Mangochi, Malaui, su madre, Monica Msosa (de soltera Minofu) era enfermera y su padre, oficial clínico, Noel Golden Gray Msosa. Ambos eran funcionarios locales que trabajaban en varios hospitales de distrito de Malaui, entre ellos Thyolo, Nsanje, Machinga y Mangochi.
Ella es oriunda de Malindi, Malawi, un pueblo en el distrito de Mangochi en la orilla sur del lago Malawi.
Asistió a la escuela secundaria St Mary's, Zomba y luego se matriculó en el Chancellor College de la Universidad de Malawi.
Tembo tiene una maestría de la Universidad Leeds Beckett en el Reino Unido.

## Vida personal
Su marido es Morgan Tembo, quien fue director financiero (CFO) de Limbe Leaf Group (parte de Universal Corporation, un conglomerado global de agronegocios). Juntos tienen seis hijos. El tío de su marido es el veterano político John Tembo y, por tanto, es primo de la ex primera dama de facto Cecilia Tamanda Kadzamira. 

## Trayectoria política
Tembo comenzó su carrera política cuando se postuló para diputada en las elecciones generales de Malaui de 2004 y logró un escaño en el distrito electoral suroeste de la ciudad de Lilongüe. Durante este mandato también se desempeñó como Secretaria de Publicidad y Portavoz Nacional del entonces principal opositor Partido del Congreso de Malawi. En las elecciones generales de 2009 no logró ganar un segundo mandato, perdiendo ante un candidato del gobernante Partido Democrático Progresista (DPP).
En 2012 fue nombrada comisionada de la Comisión Electoral de Malawi (MEC) y ocupó el cargo hasta 2016. Durante las controvertidas elecciones generales de 2014, encabezó una revuelta de comisionados del MEC en busca de justicia electoral y exigiendo un recuento de votos antes de que se anunciara un ganador. El recuento fracasó debido a un tecnicismo legal y el expresidente Peter Mutharika fue anunciado como ganador, para descontento de muchos.

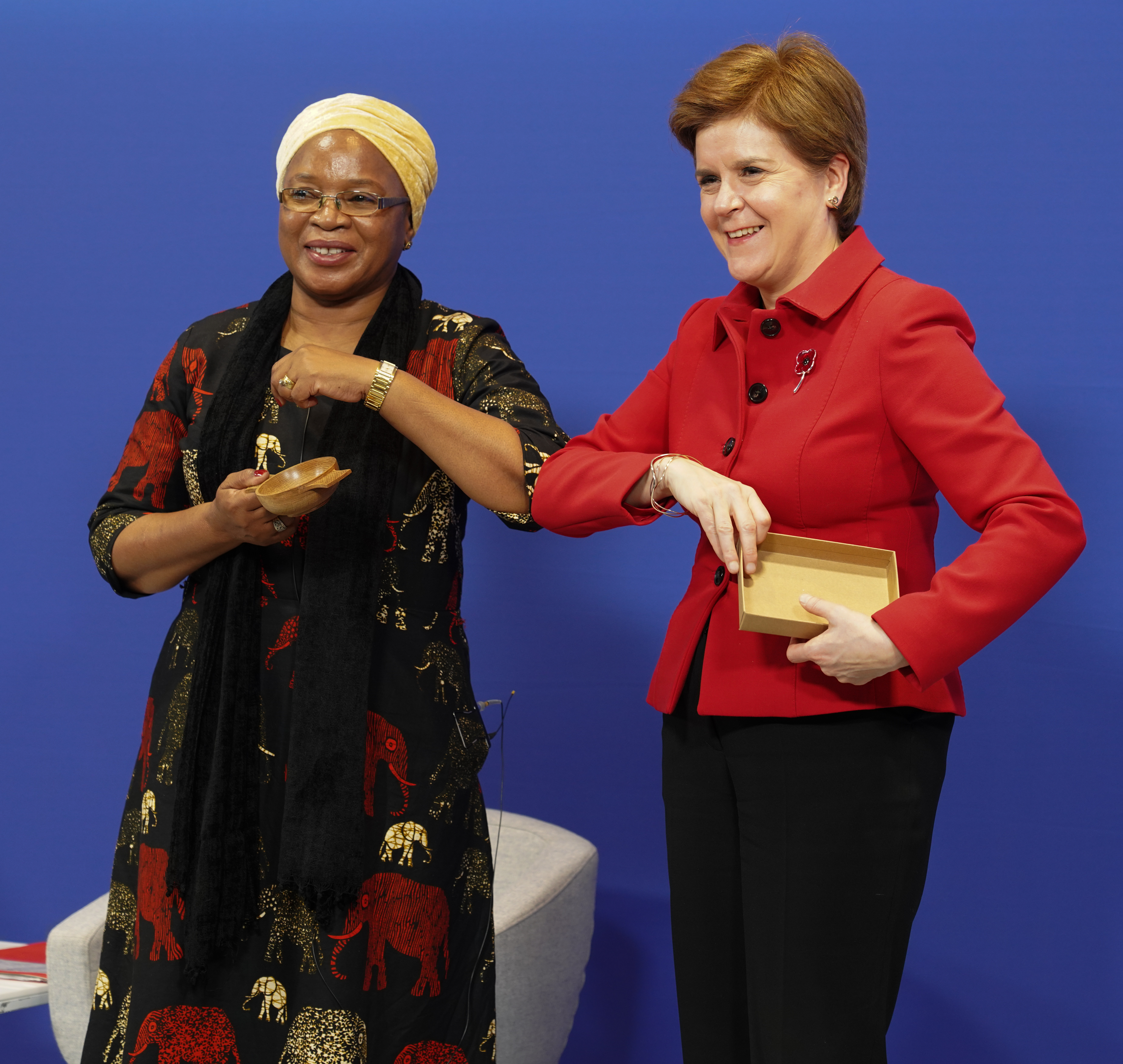
Tembo se reunió con la primera ministra de Escocia, Nicola Sturgeon, en la COP26 en 2021

En 2018, se presentó a las elecciones primarias del MCP en su antiguo distrito electoral. El día de las primarias se anunció el nombre de la ganadora y su rival Rhino Chiphiko y sus seguidores abandonaron silenciosamente el lugar, aparentemente derrotados, por la puerta trasera. Más tarde ese mismo día, los informes de los medios comenzaron a anunciar a Chiphiko como el ganador y el MCP también lo confirmó como el ganador de las elecciones primarias y el candidato del partido para las elecciones parlamentarias de Malawi de 2019. Esta disputa llevó a Tembo a postularse con una lista independiente con la que ganó con una aplastante mayoría de más de 25.000 votos. Venció a todos los candidatos del DPP y UTM, incluido su rival del MCP, Chiphiko, que quedó en tercera posición.
Tras su victoria se comprometió en la lucha por la justicia electoral buscando la anulación de las elecciones presidenciales de 2019 . Se unió a sus colegas de la agrupación Tonse Alliance de nueve partidos políticos, liderada por Lazarus Chakwera. Sus esfuerzos condujeron al nacimiento de la Tercera República y a la elección de Chakwera como sexto presidente de Malawi.
En julio de 2020 fue nombrada Ministra de Recursos Naturales y Cambio Climático en el gabinete inaugural del presidente Chakwera. Desde entonces, Tembo ha sido una incansable defensora ambiental que aboga por la plantación de árboles y la restauración ambiental en Malaui al asociarse con socios de desarrollo locales e internacionales, entre ellas las Naciones Unidas, la UICN, la Coalición para una Cocina Más Limpia, Rotary International, entre muchos otros. Su ambición es reemplazar la quema de carbón vegetal (una de las principales causas de deforestación y degradación ambiental en las zonas rurales de Malaui) con métodos de cocina más limpios y sostenibles para la mayoría de los malawianos, con el objetivo final de lograr nuevamente un Malaui limpio y verde en nuestra vida. 
En agosto de 2021, Malaui asumió la presidencia de la Comunidad de Desarrollo de África Austral (SADC) y asumió el liderazgo del Grupo de Medio Ambiente, Recursos Naturales y Turismo de la SADC. Posteriormente, como Ministra de Asuntos Exteriores, se desempeñó como Presidenta del Consejo de Ministros de la SADC. 
En noviembre de 2021, representó a Malaui en la Conferencia de las Naciones Unidas sobre Cambio Climático COP26 en Glasgow, Escocia, después de acordar la colaboración y el apoyo del gobierno del Reino Unido.
Tembo fue nombrada Ministro de Relaciones Exteriores de Malawi en enero de 2022.